# Canal des Landes
Le canal des Landes ou canal de Cazaux ou canal transaquitain  est un cours d'eau artificiel de 20 km de longueur, qui relie le lac de Cazaux et le lac de Parentis au bassin d'Arcachon. Creusé en 1838 par la Compagnie d'Exploitation et de Colonisation des Landes, il traverse les communes de La Teste de Buch et Gujan-Mestras. À l'heure actuelle, il n'est plus entretenu que sur les quatre derniers kilomètres avant le bassin d'Arcachon, où un parcours de santé rend l'accès possible aux berges, ainsi que sur quelques kilomètres côté lac de Cazaux, longeant la base aérienne (BA 120) et des maisons d'habitation. Il fait partie du site Natura 2000 FR7200714 - Zones humides de l'arrière dune du Pays de Born et de Buch.

## Histoire

### Les précurseurs
Vauban souhaita en 1681 créer un canal devant relier le bassin d'Arcachon à Bayonne à travers les étangs landais. De nombreux projets au cours des XVIIe et XVIIIe siècles demeurèrent sans suite. 
Dans le cadre de l'élaboration d'un projet visant à stabiliser les dunes littorales, un ingénieur de la Marine, Charlevoix de Villiers, fut envoyé à La Teste en 1778 pour réaliser une étude préalable, qui concernait également le creusement d'un canal reliant le bassin d'Arcachon à l'Adour. Charlevoix de Villiers conclut qu'il était inutile de creuser un canal avant que les dunes ne soient fixées. Le service des Ponts et Chaussées entreprit la fixation des dunes. Quant au projet du canal, il fut oublié durant la Révolution.
En 1820, un avocat bordelais, Boyer-Fonfrède, voulut réaliser « à ses frais, risques et périls » un canal qui permettrait une navigation fluviale entre le lac de Cazaux et le bassin d'Arcachon. L'idée lui avait été inspirée dans les salons de La Teste, auxquels il avait accès depuis son mariage avec une demoiselle de la famille de Peyjehan. Il se prit de passion pour ce projet et alla jusqu'à demander à l'État l'autorisation de creuser ce canal, qui lui fut accordée. Le 1er juin 1834, il obtient  la concession d'un canal entre le Bassin d'Arcachon et l'étang de Mimizan, et fonde la Compagnie d'exploitation et de colonisation des Landes de Bordeaux. Mais, sur fond d'une opposition avec l'ingénieur Billaudel, portant aussi bien sur l'ampleur du projet de canal que sur les techniques de construction, il se brouilla avec la municipalité de La Teste et avec l'associé avec lequel il avait monté la société destinée à entreprendre les travaux, et ne put mener à bien son projet.

### La Compagnie d'exploitation et de colonisation des Landes de Bordeaux
La Compagnie d'exploitation et de colonisation des Landes de Bordeaux, qui après de nombreuses péripéties existe encore en 2017 sous le nom de Compagnie des Landes, et dont l'activité principale est désormais la sylviculture sur près de 15 000 ha, fut créée pour creuser, exploiter et entretenir le canal. À l'origine, deux tronçons étaient prévus. Le premier, reliant Cazaux à Aureilhan par Mimizan, ne vit jamais le jour tandis que les travaux des 14 kilomètres de la deuxième partie commencèrent le 1er avril 1835. Sur les huit écluses prévues, sept furent réalisées. La première pierre de la première écluse fut posée en 1838.
De Cazaux à La Hume, le canal mesurait 14,5 km de longueur ; sa largeur variait de 13 m à 24 m et sa profondeur était de 1,65 m au niveau de la banquette. La hauteur moyenne de la chute au niveau des écluses était de 2,65 m.
Le canal permit en 1840 le transport de marchandises, essentiellement du fer, pour desservir les usines et les forges, qui prirent leur essor avec cette ouverture à la navigation. Il fallait payer 3,20 francs de péage pour 1 000 kg et les barques utilisées portaient 12 à 13 tonneaux. Le tonnage annuel transporté était en moyenne de l'ordre de 7 000 tonnes, assurant une recette de 18 000 à 20 000 francs, insuffisante pour couvrir les frais. Afin d'augmenter ses revenus, la Compagnie ouvrit le canal au tourisme fluvial en 1845. Elle installa à La Hume un bateau destiné à faire des promenades le dimanche au prix de 2,50 francs pour aller à l’étang de Cazaux et revenir. Mais cela ne suffit pas, car outre la rentabilité insuffisante, l’ensablement posa de nombreux problèmes, un phénomène que les ingénieurs avaient sous-estimé. La Compagnie d’exploitation et de colonisation des Landes déposa son bilan en 1857 et la navigation cessa vers 1860.

### La Compagnie agricole et industrielle d'Arcachon

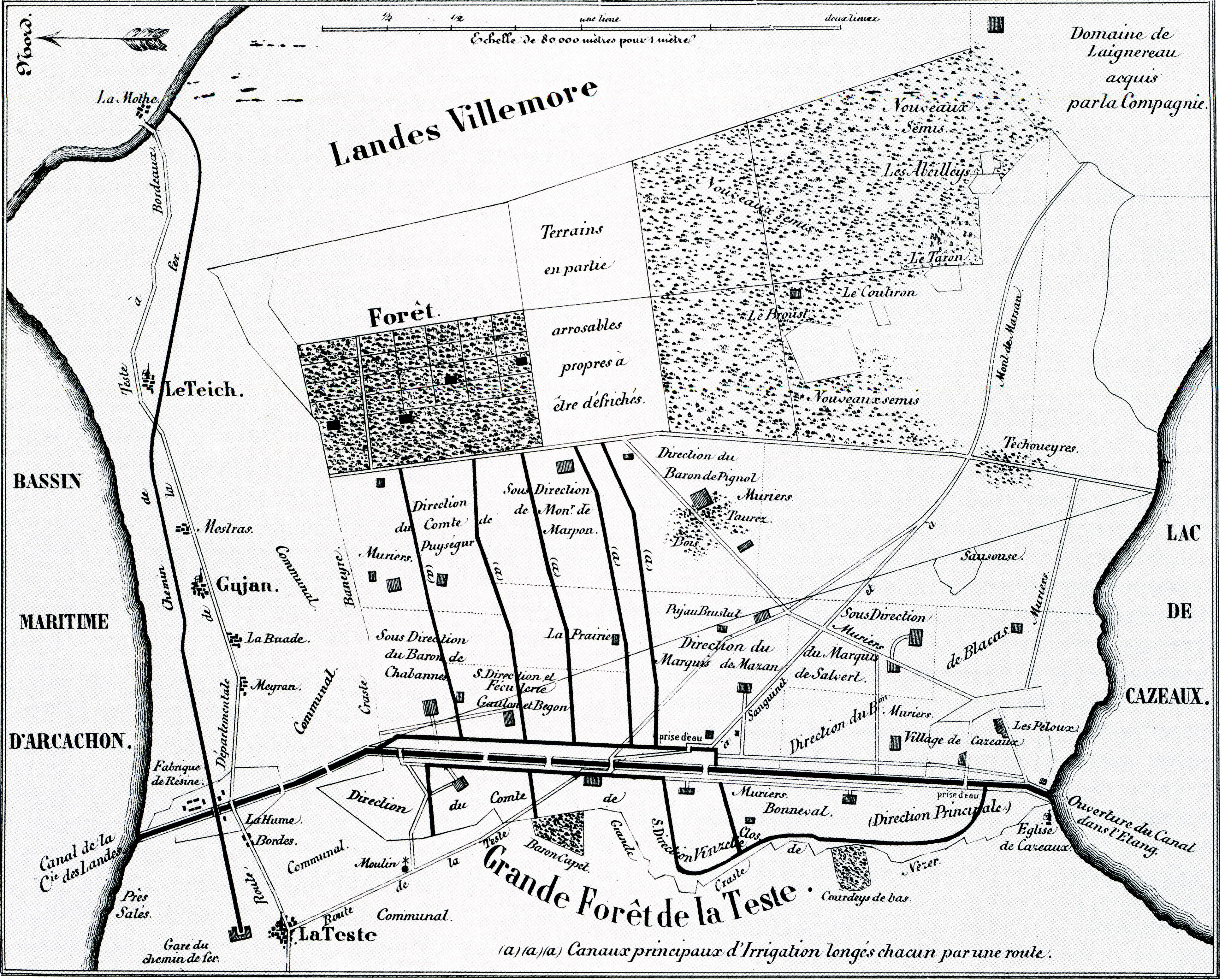
Le plan d'aménagement de la plaine de Cazaux vers 1840 d'après la compagnie d'Arcachon.

Parallèlement, la Compagnie Agricole et Industrielle d’Arcachon vit le jour en 1837, grâce aux investissements d’aristocrates parisiens. Ils voyaient en ce pays pauvre et aride la naissance d’un nouvel Eldorado. Avec la mise en place de tout un système d’irrigation depuis le canal, ils pensaient pouvoir rendre fertiles les terres de la plaine de Cazaux et développer les cultures vivrières pour en retirer d'importants bénéfices. L’arrivée de l’eau permit dans un premier temps la culture de carottes et du blé, pour remplacer le millet, le maïs et le seigle. Cependant, cette terre pauvre que l’on ne peut ni amender ni engraisser ne fut pas assez productive et engendra en 1846 la faillite de la compagnie.

### La Compagnie ouvrière de colonisation des Landes de Gascogne
En 1849 se créa la Compagnie ouvrière de colonisation des Landes de Gascogne. Elle racheta les parcelles abandonnées par la Compagnie agricole et industrielle d’Arcachon pour y exploiter des rizières en noyant les champs grâce à l’irrigation existante. En 1850 et en 1852, respectivement 3 000 et 10 000 hectolitres de riz furent récoltés. De nombreux projets furent lancés par les actionnaires : variété des cultures et promesses de rendements extraordinaires, création d'un bassin d'emploi sans précédent autour de la Compagnie. Mais une méconnaissance certaine des sols des Landes de La Teste et de Gujan conduisirent la compagnie tout droit à la liquidation. Le pin maritime (espèce endémique) est la seule espèce qui réussira à tirer son épingle du jeu dans toutes les Landes de Gascogne. Cette compagnie, avant de cesser son activité en 1860, fit creuser le port du Canal à Gujan-Mestras pour y installer un établissement de bains en 1854.

### L'abandon du canal

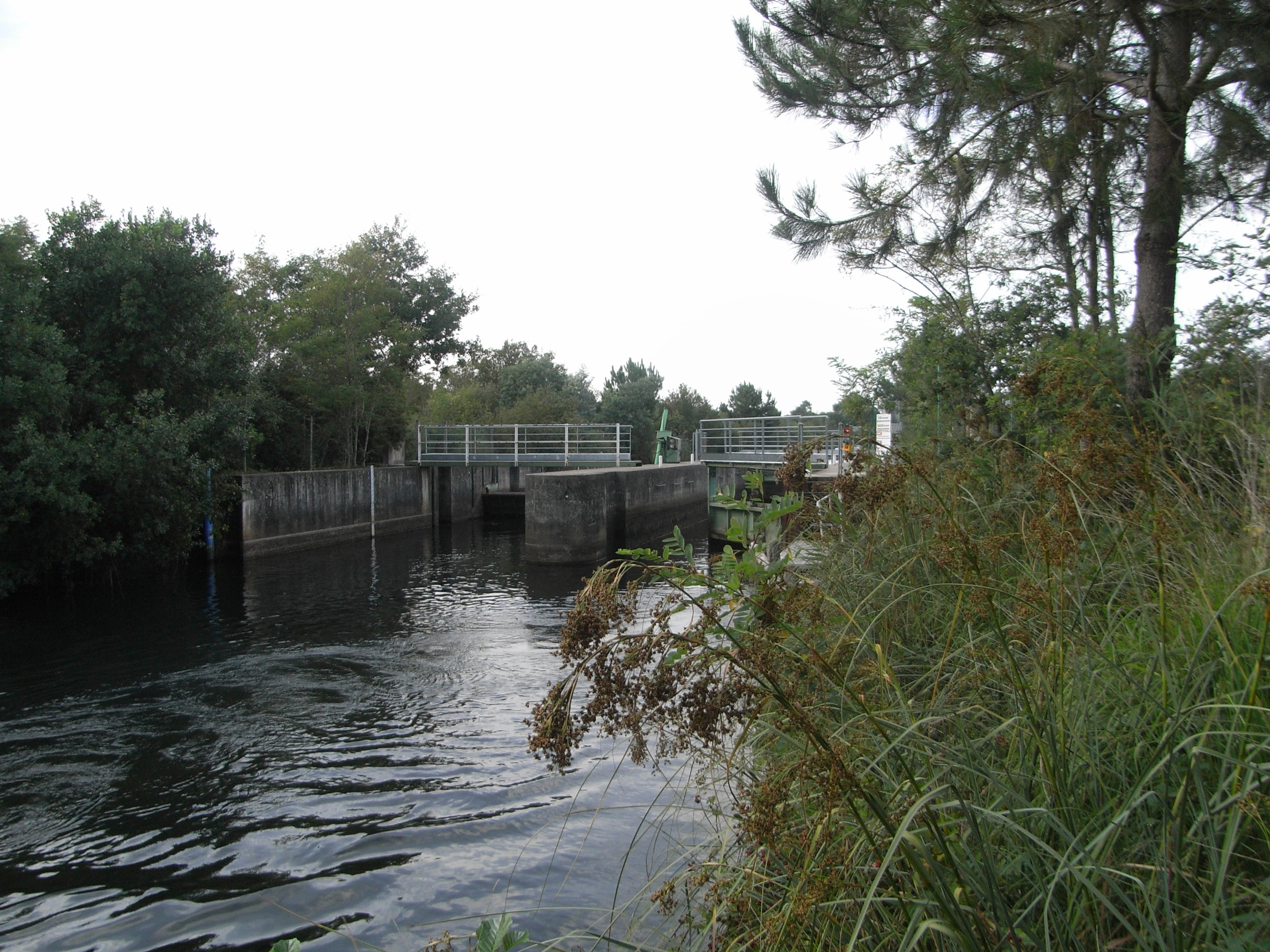
Écluse de Navarosse à Biscarosse.

Les communes ensemencèrent leur territoire en pins à partir de 1857 ; la forêt se développa à la fin du XIXe siècle et le canal de Cazaux fut abandonné.
Une fois délaissé les grands projets d'aménagement, les blanchisseuses prirent possession du canal pour satisfaire les hôtels et la clientèle huppée d’Arcachon, alors à son apogée. Elles occupaient une bande du terrain située sur la commune de Gujan-Mestras.
Pendant la Seconde Guerre mondiale, les Allemands, qui craignaient une invasion anglaise, remplacèrent les écluses par des barrages de palplanches, visibles encore de nos jours, pour inonder tous les terrains de Gujan, La Teste et Cazaux et ainsi retarder l’avancée des troupes ennemies. Heureusement pour la population de l’époque, l’Histoire en décida autrement.
Si le canal des Landes est aujourd'hui, en partie, abandonné, empêchant la navigation entre le lac de Cazaux et le bassin d'Arcachon, il existe cependant un canal en service qui relie le lac de Cazaux à celui de Parentis, tout en contournant le petit étang de Biscarrosse. Cette courte section est équipée d'une écluse à petit gabarit en libre-service gratuite, à Navarosse.